# Fantasy film
Fantastický[zdroj⁠?!] neboli fantasy film je jeden z filmových žánrů. Využívá vymyšlené, často nadpřirozené věci jako kouzla či bájné bytosti. Vychází často z lidových mýtů či pohádek a odehrává se ve smyšlených fantastických světech. Často se prolíná se sci-fi, hororovými nebo dobrodružnými filmy.

## Počátky fantasy
Fantastické filmy byly v kinematografii od samého začátku a podobně jako u hororu nebo sci-fi, je také zde za autora prvních filmů považován francouzský režisér George Melies se svými snímky jako Cesta na Měsíc (1902) nebo Fantastická cesta. Ty však řadíme dnes především do sci-fi, první opravdové fantasy filmy přišly až během 20. let minulého století.
Inspirací pro první fantasy filmy byla např. postava Petra Pana (poprvé filmově zpracována v roce 1924), známé knižní romány jako Ztracený svět (1912, první filmové verze v roce 1925) nebo Čaroděj ze země Oz (1900, první film v roce 1910). Němečtí filmaři se během expresionismu inspirovali jinými zdroji jako byla opera Prsten Nibelungův (filmovou verzi natočil Fritz Lang) či divadelní hrou Faust (film režíroval F. W. Murnau).
Fantasy filmy se v té době hodně prolínaly s dobrodružnými filmy, kdy bájné dobrodružství hrdinů v neprozkoumaných částech Jižní Ameriky, Asie nebo Afriky bylo samo o sobě fantastické, takový byl například i Zloděj z Bagdádu (1924) nebo úplně první filmový Tarzan (1921).

## Dobrodružné fantasy a pohádky
Ve třicátých letech minulého století se nejpopulárnějšími filmy s nadpřirozenými hrdiny staly hororové ikonky jako Mumie (1932) nebo Dracula (1931), kombinace těchto monster s populárními pravěkou zápletkou jako ze Ztraceného světa dala vzniknout legendární klasice jménem King Kong (1933).
Fantasy film stále pokračoval především ve spojení dobrodružných výprav do vzdálených či mytických civilizací - Frank Capra natočil filmovou verzi báje o Šangri-la s názvem Lost Horizon (1937) a německý režisér G. W. Pabst oživili dávnou Atlantidu ve filmu The Mistress of Atlantis (1932). V roce 1935 také vznikla zřejmě dosud nejlepší filmová verze Tarzana, kde si muže vychovávaného mezi opicemi zahrál olympijský plavec Johnny Weissmuller.
Na konci třicátých let se do popředí fantasy filmu dostávají adaptace populárních pohádek. V roce 1937 natočil Walt Disney první celovečerní animovaný film Sněhurka a sedm trpaslíků. O dva roky později vznikla hraná verze knihy Čaroděj ze země Oz. Oba dva filmy se stávají nesmírně úspěšnými, Disney se od té doby začal věnovat především adaptacím úspěšných pohádek jako Fantasia, Pinocchio, Dumbo nebo Bambi.

## Poválečné fantasy
40. a 50. léta jsou stále obdobím, kdy se fantasy žánr pohyboval v několika oddělených subžánrech. Dobrodružné filmy byly stále populární, především nové adaptace již jednou zpracovaných témat jako Zloděj z Bagdádu (1942) nebo Kniha džunglí (1942). Do popředí se také dostává další populární hrdina z mýtů, námořník Sindibád, poprvé se ve velkém uvedl ve filmu z roku 1947, v hlavní roli Douglas Fairbanks.
Walt Disney pokračoval v natáčení úspěšných animovaných filmů, které vycházely z klasických pohádek a jsou zároveň považované za fantasy klasiky. Patří sem úspěšné adaptace Alenky v říší divů (1951), Petera Pana (1953) nebo Šípkové Růženky (1959). Tyto filmy byly určené především nejmenším divákům.
Naopak na poli vážného fantasy pro náročnější diváky zaujaly filmy jako Kráska a zvíře (1946), hraná romantická fantasy od francouzského režiséra Jeana Cocteau, v hlavní roli Jean Marais. Ještě dál zašel Ingmar Bergman ve svém filmu Sedmá pečeť, ve kterém středověký rytíř hraje osudovou partii šachu se samotnou smrtí.

## Meč a sandály
Během šedesátých let a sedmdesátých převažoval v žánru dobrodružných fantasy pro dospělé jeden hlavní směr, kterému se začalo později říkat meč a sandály. Vyprávěly především příběhu ze starověku či středověku, kdy hlavní hrdina musel bojovat proti nadpřirozeným nepřátelům často obutý jen do sandálů a vyzbrojen jen mečem.
Nejslavnější filmy této doby vznikaly díky trikům od Raye Harryhausena, který zpopularizoval metodu stop-motion a nechal díky ní oživit jednooké kyklópy (Sedmá sindibádova cesta, Zlatá sindibádova cesta, Sindibád a Tygří oko), bojující kostlivce (Jáson a Argonauti), krokodýly (Gulliverova cesta), dinosaury (Milión let před Kristem) nebo obrovské ptáky (Tajuplný ostrov).
Pokračují také hrané pohádky ve stylu Čaroděje ze země Oz, mezi nejslavnější zástupce patří The Magic Sword (1962), Mary Poppins (1964), Dr. Dolittle (1967), Chitty Chitty Bang Bang (1968) či Willy Wonka a továrna na čokoládu (1971). Hollywood ale neměl patent na slavné pohádky, za celosvětovou klasiku v této oblastí platí i v Česku dobře známý sovětský Mrazík (1964).
Mimo všechny měřítka potom stojí populární komedie Monty Python a Svatý grál, který paroduje artušovskou legendu a patří mezi ojedinělé pokusy o komickou fantasy.

## Nástup fantasy
Za zrod moderního fantasy se považuje rok 1981, kdy vznikly hned dva zásadní filmy žánru. Souboj Titánů byl spíše završením dlouholeté vlády subžánru meč a sandály a naposledy byly ve velkém použity stop motion triky. Výpravná adaptace řecké báje o Perseovi však měla velký úspěch a dodnes patří mezi klasické fantasy filmy.
Stejný rok přišel do kin Excalibur, který zfilmoval legendu o Artušovi, rytířích kulatého stolu a bájném meči v kameni. I když film jako takový nebyl divácky příliš úspěšný, odstartoval vlnu fantasy filmu, kde mýty, kouzla a bájné příšery začaly ožívat ve velkém stylu. Už o rok později přichází do kin Barbar Conan, filmová verze stejnojmenné fantasy ságy od Roberta E. Howarda, která svým pojetím násilí a krvavostí potvrdila, že je zájem o náročnější fantasy pro dospělé.
V tomto směru pokračovaly další zajímavé fantasy filmy, pro které se nadchly nejvýznamnější režiséři tehdejší dekády. Ridley Scott oživil bájný svět jednorožců v Legendě, George Lucas produkoval Willova, Richard Donner oživil příběh prokleté zamilované dvojice v Jestřábí ženě a Terry Gilliam natočil tři fantastické filmy na různá témata (Zloději času, Baron Prášil a také částečně Brazil).
Publikum si ale mohlo vybírat mnohem více - středověké souboje na meče se prolínaly se současností (Highlander), s dětskými loutkami (Temný krystal, Labyrint), ale také s bláznivými animacemi (Falešná hra s králíkem Rogerem) nebo akčním kung-fu filmem (Velké nesnáze v malé Číně). Fantasy také zmixovalo se sci-fi, kdy vymyšlené světy se staly základem pro zcela nová dobrodružství. Nejslavnějším zástupcem sci-fi subžánru space-opery jsou samozřejmě Star Wars.
Zahanbit se nenechaly ani evropské země, milované fantasy příběhy vznikají v té době v Německu (Nekonečný příběh), ve Norsku (Ronja, dcera loupežníka) nebo v Japonsku (Laputa a další filmy od studia Mijazaki). A ve Francii nedají dopustit na animovanou sérii jejich hrdiny Asterixe, která se díky animovaným filmům táhne již od 60. let.

## Znovuzrození fantasy
Tak jak 80. léta minulého století byla bohatá na fantasy, tak 90. léta jsou jejich pravým opakem a vzniká naprosté minimum zásadních filmů tohoto žánru (Hook, Dračí srdce). Zajímavou pokusem je temná fantasy Interview s upírem podle románů Anne Riceové. Publikum v té době dávalo přednost akčním sci-fi, producenti se do nových adaptací populárních témat nepouštěly, především díky malé finanční návratnosti. Většina fantasy filmů z předešlé dekády nebyla natolik finančně úspěšná, aby se vyplatilo na ně navázat.
To se změnilo v roce 2001, kdy žánr fantasy oživily dva novodobé fenomény. Prvním byla adaptace úspěšných dětských knih od J. K. Rowlingové o malém čarodějovi jménem Harry Potter. Sedm knih se v průběhu desetiletí proměnila v celkem osm filmů, každý z nich měl mimořádné tržby a Harry Potter se stal fenoménem celé jedné generace dospívajících dětí. Na Harryho Pottera navazují v současností Fantastická zvířata.
Druhým byla filmová trilogie na motivy zřejmě nejslavnější fantasy knihy tzv. hrdinské fantasy, trilogie Pán prstenů od J. R. R. Tolkiena. Filmová verze (Společenstvo Prstenu, Dvě věže, Návrat krále) režírovaná Peterem Jacksonem vznikla najednou jako jeden celistvý dvanáctihodinový film a při svém postupném uvádění v letech 2001, 2002 a 2003 vždy zbořila rekordy návštěvnosti. Fantasy film se také poprvé dočkal kritického uznání, když závěrečný díl trilogie, Návrat krále, získal na udílení Cen Akademie hned 11 Oscarů. Na Pána prstenů navázala v letech 2011 až 2013 trilogie Hobit, která vycházela také z Tolkienovy prózy. Finanční úspěch byl sice podobný, ale fanoušci už tak spokojeni nebyli.
Na vlně zájmu o Harryho Pottera a Pána prstenů se svezly další filmové adaptace populárních knížek. Knížky C. S. Lewise ožily v trojici filmů Letopisy Narnie: Lev, čarodějnice a skříň, Letopisy Narnie: Princ Kaspian a Letopisy Narnie: Plavba Jitřního poutníka, adaptace se dočkala také další dětská knížka Eragon či Zlatý kompas, komiks Hvězdný prach a později také série Percy Jackson. Ale úspěch už nebyl tak jednoznačný, lépe se dařilo spíše filmům, které si z fantasy vypůjčily jen některé elementy a postavily si svůj vlastní styl, tak jak to udělala například série Piráti z Karibiku.
Zajímavější jsou také individuální pokusy o fantasy jiného střihu. Guillermo Del Toro ve Faunově labyrintu mísí pohádkové příběhy s krutou realitou války, ruský režisér Timur Bekmabetov adaptoval populární prózu Noční hlídka ve stylu videoklipu a Tim Burton stylem sobě vlastním pojal fantasy buď jako příležitost pro animovaný muzikál (Mrtvá nevěsta), veselou romantiku (Velká ryba) a nebo pompézní adaptaci dětské klasiky (Alenka v říši divů). Začátek tisíciletí také ovládly dvě ságy, které oživily dvě klasická hororová monstra - upíry a vlkodlaky, ale udělaly z nich především neškodnou fantasy zábavu pro mladší publiku - zatímco sága Underworld svým temnejším stylem patří spíše do akčního proudu, velmi populární sága Twilight už je především romantickým dramatem pro young-adult čtenáře.
Předělávky animovaných Disney pohádek jsou aktuálně nejúspěšnějším odvětvím fantasy filmu - Kráska a zvíře, Popelka či Kniha džunglí uspěly tam, kde konkurence pohořela (Pan, Sněhurka a lovec, Gulliverovy cesty). Nedaří se také oživit klasický subžánr meč a sandály (remake Souboje titánů, nový Herkules, Princ z Persie: Písky času), klasické fantasy (nový Barbar Conan), naopak žebříčky ovládly superhrdinové, z nichž někteří přejímají klasické fantasy styly (Thor, Doctor Strange, Black Panther), ale už ho posouvají do svého speciální žánru.

## České fantasy filmy
Domácí tvorbu reprezentují ve fantasy dva hlavní směry. První jsou unikátní a vizuální ohromující filmy, které během své kariéry natočil Karel Zeman. Patří sem Cesta do pravěku, Vynález zkázy,[zdroj⁠?!] Na kometě, Ukradená vzducholoď, Baron Prášil ale také Bláznova kronika či Čarodějův učeň. Na Zemana a jeho obdiv k románům Julese Verna částečně navázaly filmy jako Tajemství hradu v Karpatech, Adéla ještě nevečeřela či Tajemství ocelového města.[zdroj⁠?!] Osobitý způsob má také Jan Švankmajer, který se proslavil odvážnými adaptacemi známých fantasy postav jako například Něco z Alenky, Otesánek či Lekce Faust.
Samostatnou kapitolou jsou poté české filmové pohádky, které patří i dnes ke stále populárním žánrům. Ne každá pohádka by splňovala zároveň rámec fantasy, je nutné aby se zde vyskytovaly speciální postavy jako draci, víly či čerti.[zdroj⁠?!] Mezi ty nejoblíbenější a nejslavnější patří Císařův pekař, S čerty nejsou žerty, Princezna ze Mlejna a v poslední letech také Anděl Páně.[zdroj?] Z nejnovějších jmenujme třeba filmy Princezna zakletá v čase a Zakletá jeskyně. Mimo klasický pohádkový žánr najdeme také sympatické komediální odbočky do současnosti jako Dívka na koštěti nebo Jak utopit dr. Mráčka.